# Ecole de Football Yéo Martial
Ecole de Football Yéo Martial, zkratkou EFYM, je fotbalový klub z města Akouédo poblíž Abidžanu v Pobřeží slonoviny. Byl založen roku 1997 Yéo Martialem, fotbalovým trenérem (vedl mj. reprezentace Pobřeží slonoviny a Nigeru).
V roce 2005 se tým probojoval do nejvyšší ligy Pobřeží slonoviny.

## Známí hráči
- Tiémoko Konaté[3]
- Adama Traoré[4]